# Симфонический оркестр Штутгартского радио
Симфонический оркестр Штутгартского радио (нем. Radio-Sinfonieorchester Stuttgart) — подразделение Южно-Германского радио в 1948-1999 гг. и нового Юго-Западного радио в 1999-2016 гг., осуществлявшее подготовку музыкальных передач и дававшее симфонические концерты.

## В составе Южно-Германского радио
Создан совместно с Южно-Германским радио. С самого начала оркестр много работал в области новейшей музыки; своими сочинениями дирижировали, в частности, Игорь Стравинский, Пауль Хиндемит, Пьер Булез, Ханс Вернер Хенце, Кшиштоф Пендерецкий, Лучано Берио, Маурисио Кагель. В 1970-е гг. усилиями Серджиу Челибидаке фокус внимания был сдвинут в сторону более канонического репертуара второй половины XIX — начала XX вв. Один из его преемников, Джанлуиджи Джельметти, сделал оркестр авторитетом в области исполнения музыки Джоакино Россини (в частности, штутгартский оркестр стал первым оркестром из-за пределов Италии, сыгравшим на Фестивале Россини в Пезаро); с Джельметти же оркестр записал все симфонические сочинения Мориса Равеля для фирмы EMI. Жорж Претр оставил от своего кратковременного руководства оркестром привлёкшую заметное внимание запись оперы Рихарда Штрауса «Каприччио» с участием Фелисити Лотт. Помимо главных дирижёров оркестра, на ранней стадии его существования большую роль в формировании манеры и репутации коллектива сыграл Карл Шурихт. В 1972 г. гастроли оркестра во главе с Ури Сегалом в Польше стали первым послевоенным выступлением западногерманского оркестра в этой стране. 

## В составе нового Юго-Западного радио
В 1999 году после объединения Юго-Западного радио и Южно-Германского радио, он стал подразделением нового Юго-Западного радио. 
На рубеже XX—XXI вв. с оркестром много работали Хайнц Холлигер, наряду с собственными сочинениями сосредоточившийся на музыке Оливье Мессиана и Шарля Кеклена, Петер Этвёш (его запись оперы Белы Бартока «Замок герцога Синяя Борода» была номинирована на премию «Грэмми»), Карл Сент-Клер, впервые записавший все симфонии Эйтора Вилла Лобоса, и Андрей Борейко, добившийся особых успехов в работе с произведениями Шостаковича и Арво Пярта. В этот же период главный дирижёр оркестра Роджер Норрингтон осуществил целый ряд масштабных проектов, в том числе концертные записи всех симфоний Бетховена (2002), европейское турне с оперой Берлиоза «Бенвенуто Челлини» (2003), а также проводил последовательную линию на расширенное знакомство германской аудитории с британским музыкальным материалом, увенчанную премией «ECHO Klassik» за запись Первой симфонии Эдуарда Элгара (2001). В июне 2012 г. совет Штутгартского радио выступил за объединение оркестра с оркестром Юго-Западного радио Германии из-за бюджетных ограничений. Объединение, запланированное на 2016 г., не состоялось, и 28 июля того же года оркестр дал свой последний концерт. Часть музыкантов обоих оркестров объединилась в том же 2016 году в новый Симфонический оркестр Юго-Западного Радио Германии, местопребыванием которого стал тот же Штутгарт.

## Главные дирижёры
- Ханс Мюллер-Край[англ.] (1948—1969)
- Серджиу Челибидаке (1971—1977)
- Невилл Марринер (1983—1989)
- Джанлуиджи Джельметти[англ.] (1989—1995)
- Жорж Претр (1996—1998)
- Роджер Норрингтон (1998—2011)
- Стефан Денев (2011—2016)